# Stars of CCTV
Stars of CCTV è l'album di debutto degli Hard-Fi, uscito nel 2005. Il disco ha venduto circa un milione e mezzo di copie in tutto il mondo raggiungendo il primo posto nelle vendite nel Regno Unito.
I singoli estratti sono Cash Machine e Hard to Beat.

## Tracce
1. Cash Machine
2. Middle Eastern Holiday
3. Tied up too Light
4. Gotta Reason
5. Hard to Beat
6. Unnecessary Trouble
7. Move On Now
8. Better Do Better
9. Feltham is singing out
10. Living for the Weekend
11. Stars of CCTV

## Classifiche
| 2005-2006              | Miglior posizione |
| ---------------------- | ----------------- |
| UK Albums Top 75       | 1                 |
| Ireland Albums Top 75  | 5                 |
| Germany Albums Top 50  | 20                |
| World Albums Top 40    | 29                |
| Austria Albums Top 75  | 47                |
| France Albums Top 150  | 68                |
| Dutch Albums Top 100   | 91                |
| Italian Albums Top 100 | 79                |